# Rasmus Bruun
Rasmus Bruun, né le 15 janvier 1983, est un journaliste, acteur et animateur de radio danois.

## Carrière

### Radio
Rasmus Bruun rejoint l'équipe Talent Team de DR en 2005 et y anime en janvier 2007 l'émission Boogieradio Eftermiddag. Il anime plusieurs émissions avec son partenaire de longue date Christian Trangbæk, dont Anders' Pakt 2008, émission qui remporte le Prix Nordica la même année.
En 2013, Rasmus Bruun et Frederik Cilius remportent le prix « Innovation de l'année » lors du Prix Audio (da) pour l'émission Damernes Magazine sur Radio24syv (da). Pour le Prix Audio de 2015, leur émission Den Korte Radioavis (da) remporte trois prix : « Innovation de l'année », « Satire de l'année » et « Programme radio de l'année ».

### À la télévision
Rasmus Bruun fait ses débuts à la télévision en 2010 avec l'émission Pirat på DR2 qu'il a créée avec Christian Trangbæk. Le partenariat se poursuit avec l'émission satirique Den Bitre Ende en 2012 sur DR2. En 2014, Rasmus Bruun crée et joue dans deux saisons de Go' Lorte Weekend, une émission de sketchs pour enfants diffusée à partir de 2013 sur DR Ultra (da), avec Christian Trangbæk et Frederik Cilius. Ils poursuivent leur collaboration dans le programme Skråt opp 3 pour DR Ultra en 2015. Parallèlement aux programmes pour enfants, Rasmus Bruun joue dans des programmes pour adultes : la série satirique Partiets Mand (2014) diffusée sur DR2 et SJIT Happens (da) sur TV2 Zulu.

## Filmographie

### Cinéma
- 2018 : Sankt Bernhard Syndikatet (da)

### Télévision
- 2014 : Partiets mand : Jeppe Strandby
- 2014-2017 : SJIT Happens (da)
- 2021 : Operarejsen
- 2022 : L'orchestre : Jeppe
- 2023 : Troldehjertets Hemmelighed (da) : Cornelius

## Radio
- 2015-2019 : Den Korte Radioavis (da)

## Podcast
- 2020 (en cours) : Undskyld vi roder (da)